# Aimé Gruet-Masson
Aimé Gruet-Masson (* 8. Dezember 1940 in Septmoncel; † 12. Juli 2014) war ein französischer Biathlet.
Aimé Gruet-Masson gab sein Debüt bei einer internationalen Meisterschaft im Rahmen der Olympischen Winterspiele 1968 in Grenoble, wo er 42. des Einzels und mit Daniel Claudon, Serge Legrand und Jean-Claude Viry Zehnter des Staffelrennens wurde. Bei den Biathlon-Weltmeisterschaften 1969 in Zakopane wurde er 49. des Einzels. Die nächsten internationalen Meisterschaften folgten erst einige Jahre später. Bei den Olympischen Winterspielen 1972 in Sapporo wurde der Franzose 51. des Einzels und an der Seite von René Arpin, Noël Turrell und Daniel Claudon im Staffelrennen 13. und damit Letzter. In den folgenden drei Jahren nahm Gruet-Masson immer an den Weltmeisterschaften teil. 1973 wurde er in Lake Placid 26., 1974 in Minsk 35. und 1975 in Antholz 21., jeweils im Einzel. Bei der erstmaligen Austragung von Sprintrennen im Jahr 1974 belegte er Rang 25, ein Jahr später wurde er 49., zudem als Schlussläufer der französischen Staffel an der Seite von René Arpin, Marius Falquy und Jean-Claude Viry Elfter. Letzter Höhepunkt wurde die dritte Teilnahme an den Olympischen Winterspielen 1976 in Innsbruck, bei denen Aimé Gruet-Masson nochmals im Einzel zum Einsatz kam und dort 42. wurde.
Nach der aktiven Karriere wurde Gruet-Masson Trainer und betreute zunächst die französische Nachwuchs-Nationalmannschaft. 1981 wurde er Cheftrainer der Franzosen, was er bis 1984 blieb. Von 1993 bis 2002 gehörte er als Biathlon-Vertreter dem Vorstand des französischen Skiverbandes (FFS) an. Zudem wirkte er für den Schießsport im Département Jura.